# Classe Vettor Pisani (sous-marin)
Pour les autres classes de navires du même nom, voir Classe Vettor Pisani.
La classe Vettor Pisani ou classe Pisani est une classe de quatre sous-marins d'attaque côtier construits  pour la Marine royale italienne (en italien : Regia Marina) à la fin des années 1920. 
Ils ont joué un rôle mineur dans la guerre civile espagnole de 1936-1939 en soutenant les nationalistes espagnols.
Ils ne se sont pas révélés être un projet particulièrement réussi et ont rapidement été obsolètes. Au début de la Seconde Guerre mondiale, ils avaient été retirés du service de première ligne pour être utilisés uniquement à des fins de formation ; trois unités étaient déjà désaffectées en 1942, la dernière ayant été démantelée en 1946.

## Histoire et caractéristiques

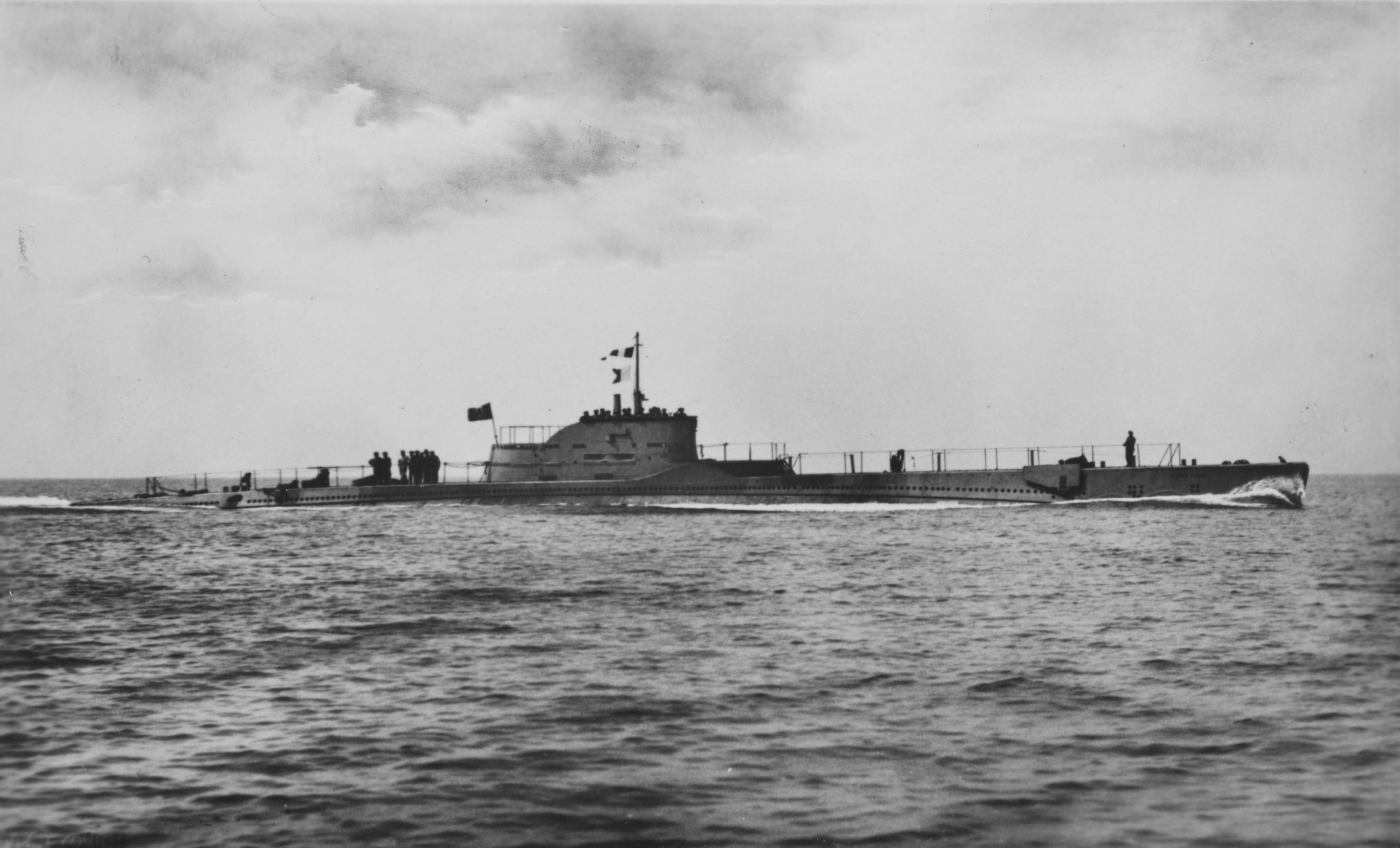
Le Vettore Pisani en surface

Conçue en parallèle avec les sous-marins de la classe Mameli, la classe Vettor Pisani était plus grande pour accueillir plus de carburant et leur donner plus d'autonomie. Ils ont déplacé 880 tonnes en surface et 1 057 tonnes en immersion. Les sous-marins mesuraient 68,2 mètres de long, avaient une largeur de 6,09 mètres et un tirant d'eau de 4,93 mètres. Ils avaient une profondeur de plongée opérationnelle de 90 mètres. Leur équipage comptait 48 officiers et marins.
Pour la navigation de surface, les sous-marins étaient propulsés par deux moteurs diesel de 1 500 chevaux (1 119 kW), chacun entraînant un arbre d'hélice. En immersion, chaque hélice était entraînée par un moteur électrique de 550 chevaux-vapeur (410 kW). Comme les Mameli, leur stabilité était médiocre et ils ont dû être modifiés avec des renflements après leur achèvement. Cela a permis de réduire leur vitesse de 17,25 nœuds (31,95 km/h) en surface et de 8,75 nœuds (16,21 km/h) sous l'eau à 15 nœuds (28 km/h) et 8,2 nœuds (15,2 km/h) respectivement. En surface, la classe Pisani avait un rayon d'action de 5 000 milles nautiques (9 300 km) à 8 noeuds (15 km/h); en immersion, elle avait un rayon d'action de 70 milles nautiques (130 km) à 4 noeuds (7,4 km/h).
Les sous-marins étaient armés de six tubes lance-torpilles de 53,3 centimètres (21 pouces), quatre à l'avant et deux à l'arrière, pour lesquels ils transportaient un total de neuf torpilles. Ils étaient également armés d'un seul canon de pont de 102/35 Model 1914 à l'avant de la tour de contrôle (kiosque) pour le combat en surface. Leur armement anti-aérien consistait en deux mitrailleuses Breda Model 1931 de 13,2 mm.

## Unités
| Regia Marina - Classe Vettor Pisani | Regia Marina - Classe Vettor Pisani | Regia Marina - Classe Vettor Pisani | Regia Marina - Classe Vettor Pisani | Regia Marina - Classe Vettor Pisani | Regia Marina - Classe Vettor Pisani                                          |
| Sous-marin                          | Chantier                            | Début de construction               | Lancement                           | Entrée en service                   | Destination finale                                                           |
| ----------------------------------- | ----------------------------------- | ----------------------------------- | ----------------------------------- | ----------------------------------- | ---------------------------------------------------------------------------- |
| Giovanni Bausan                     | Cantiere Navale Triestino, Trieste  | 27 janvier 1926                     | 24 mars 1927                        | 15 septembre 1929                   | Désaffecté le 16 avril 1942, transformé en barge pétrolière.                 |
| Marcantonio Colonna                 | Cantiere Navale Triestino, Trieste  | 3 décembre 1925                     | 26 décembre 1927                    | 10 juillet 1929                     | Mis au rebut, 1943                                                           |
| Des Geneys                          | Cantiere Navale Triestino, Trieste  | 1er février 1926                    | 14 novembre 1928                    | 31 octobre 1929                     | Déclassée le 16 avril 1942, transformée en ponton de chargement de batteries |
| Vettor Pisani                       | Cantiere Navale Triestino, Trieste  | 18 novembre 1925                    | 24 novembre 1927                    | 16 juin 1929                        | Déclassé, le 23 mars 1947                                                    |

## Source de la traduction
- (en) Cet article est partiellement ou en totalité issu de l’article de Wikipédia en anglais intitulé « Pisani-class submarine » (voir la liste des auteurs).